# Репродуктивна медицина

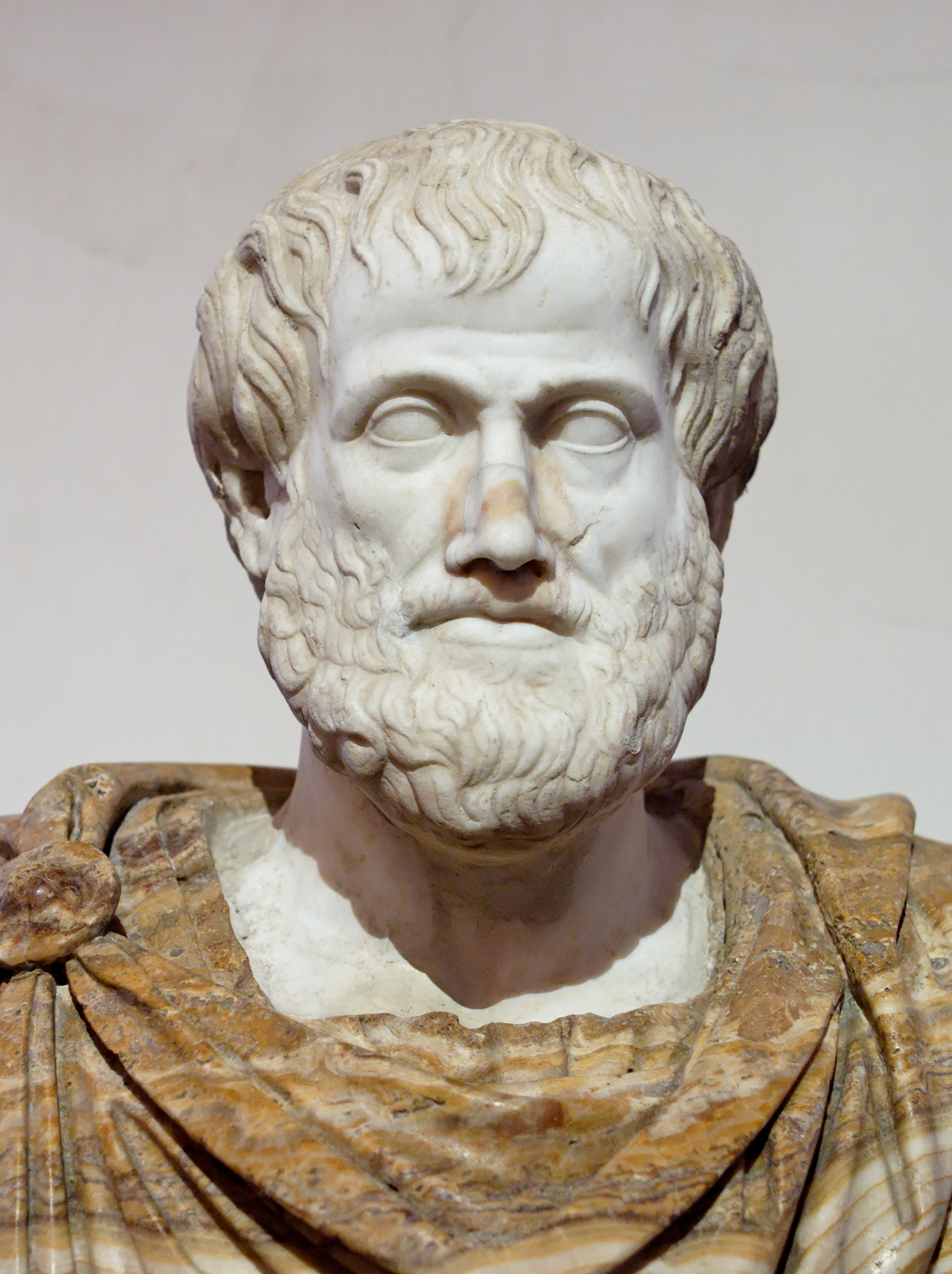
Арістотель — автор гематогенної теорії репродукції.

Репродуктивна медицина — це галузь медицини, що займається вивченням, діагностикою, профілактикою та лікуванням порушень у чоловічій і жіночій репродуктивних системах. Її основна мета — забезпечення здатності до розмноження та покращення репродуктивного здоров'я.
Репродуктивна медицина сприяла розвитку допоміжних репродуктивних технологій (ДРТ), які дозволили досягти значного прогресу у подоланні безпліддя людини, а також використовуються в сільському господарстві та для збереження дикої природи. Деякі приклади ДРТ включають екстракорпоральне запліднення (ЕКЗ), штучне запліднення (ШЗ) та перенесення ембріонів, а також створення банків генетичних ресурсів.

## Історія
Вважається, що вивчення репродуктивної медицини бере свій початок ще з часів Арістотеля, який висунув «Гематогенну теорію репродукції». Однак доказова репродуктивна медицина простежується з 1970-х років. З того часу було багато віх у репродуктивній медицині, включаючи народження Луїзи Браун, першої дитини, зачатої за допомогою ЕКЗ у 1978 році. Попри це, клінічною дисципліною вона стала лише у 1989 році завдяки роботі Іена Чалмерса над розробкою систематичного огляду та Кокранівської співпраці.

### В Україні
До 1986 року проблемами репродукції займалися лікарі різних спеціальностей: акушери-гінекологи, урологи та дерматовенерологи.
Перший відділ репродуктивних технологій в Інституті кріобіології та кріомедицини АН УРСР було створено 1986 року. Перша дитина в Україні, зачата in vitro, народилася 19 березня 1991 року.
У 2020 році в Україні працювало 47 клінік допоміжних репродуктивних технологій і 1 інститут репродуктивної медицини у Києві (станом на червень 2025 року — приватне акціонерне товариство «Інститут репродуктивної медицини», ЄДРПОУ 22903777).
Спеціалізоване андрологічне відділення в Україні було створене 1987 року на базі Харківського обласного клінічного центру урології та нефрології під керівництвом професора В. Шаповала. У 2001 в Харківському Національному медичному університеті під керівництвом професора В. Лісового вперше в Україні розроблено навчальну програму й розпочато викладання андрології як медичної спеціальності для студентів медичних вищих закладів освіти. На кафедрі урології, нефрології та андрології Харківського Національного медичного університету діють курси підвищення кваліфікації для лікарів-урологів з хірургічного лікування основних андрологічних проблем: чоловічого безпліддя, еректильної дисфункції, еякуляторних розладів.

## Сфера застосування
Репродуктивна медицина охоплює питання статевого виховання, статевого дозрівання, планування сім'ї, контролю народжуваності, безпліддя, захворювань репродуктивної системи (включно з інфекціями, що передаються статевим шляхом) та статевих дисфункцій. У жінок репродуктивна медицина також охоплює менструацію, овуляцію, вагітність та менопаузу, а також гінекологічні розлади, що впливають на фертильність. Ця галузь співпрацює та значною мірою перетинається передусім із репродуктивною ендокринологією та безпліддям, сексологією та андрологією, а також значною мірою з гінекологією, акушерством, урологією, медичною ендокринологією, педіатричною ендокринологією, генетикою та психіатрією.

## Патологія репродуктивної системи
Репродуктивна медицина займається профілактикою, діагностикою та лікуванням численних патологічних станів. У цьому розділі наведено приклади кількох поширених станів, що впливають на репродуктивну систему людини.

### Інфекційні захворювання
Інфекції репродуктивних органів — це інфекції, що уражають репродуктивний тракт у чоловіків та жінок. Існує три типи інфекцій репродуктивної системи: ендогенні, ятрогенні та інфекції, що передаються статевим шляхом. Ендогенні інфекції спричинені надмірним розростанням бактерій, які зазвичай присутні в організмі. Прикладом ендогенної інфекції є бактеріальний вагіноз.
Ятрогенні інфекції — це інфекції, що виникають внаслідок медичної процедури.
Інфекції, що передаються статевим шляхом (ІПСШ) — це інфекції, що поширюються статевим шляхом, зазвичай через вагінальний статевий акт, анальний секс, оральний секс та, рідше, інші види статевого контакту. Багато ІПСШ є виліковними; однак деякі ІПСШ (зокрема ВІЛ) — невиліковні. ІПСШ можуть бути бактеріальними, вірусними або грибковими та уражати як чоловіків, так і жінок. Нижче наведено кілька прикладів ІПСШ:
- Бактеріальні ІПСШ:
  - Хламідіоз
  - Гонорея
  - Сифіліс
- Вірусні ІПСШ:
  - Герпес
  - Вірус папіломи людини (ВПЛ)
  - Вірус імунодефіциту людини (ВІЛ)

### Рак
Багато частин репродуктивної системи можуть бути уражені онкологічною патологією. Нижче наведено деякі приклади репродуктивних онкозахворювань.

#### Онкологічні захворювання жіночої репродуктивної системи
- Рак молочної залози
- Рак яєчників
- Рак матки
- Рак шийки матки

#### Онкологічні захворювання чоловічої репродуктивної системи
- Рак простати
- Рак статевого члена
- Рак яєчка
- Рак молочної залози у чоловіків
- Доброякісна гіперплазія передміхурової залози

### Стани, що впливають на фертильність[10]
Значна частина репродуктивної медицини включає порушення фертильності як у чоловіків, так і у жінок.

#### Причини безпліддя або субфертильності у жінок
- Овуляторна дисфункція:
  - Синдром полікістозних яєчників (СПКЯ)
  - Гіпергонадотропний гіпогонадизм
  - Гіпогонадотропний гіпогонадизм
- Трубна дисфункція:
  - Запальні захворювання органів малого тазу
  - Ендометріоз
  - Попередня стерилізація
  - Попередні операції
- Дисфункція шийки матки або матки:
  - Вроджені аномалії
  - Фіброміома
  - Синдром Ашермана
- Гормональні розлади:
  - Гіпотиреоз
  - Гіпертиреоз
  - Синдром Кушинга
  - Вроджена гіперплазія надниркових залоз

#### Причини безпліддя або субфертильності у чоловіків
- Проблеми з кількістю або функцією сперматозоїдів:
  - Крипторхізм
  - Мікроделеції Y-хромосоми
  - Варикоцеле
  - Гіпогонадотропний гіпогонадизм
  - Гіпергонадотропний гіпогонадизм
- Трубна дисфункція:
  - Вроджені аномалії
  - Попередні інфекції, що передаються статевим шляхом
  - Вазектомія
- Проблеми з транспортуванням сперми:
  - Передчасна еякуляція
  - Пошкодження репродуктивних органів
  - Ретроградна еякуляція
- Деякі генетичні захворювання.

### Вроджені аномалії

#### Вроджені аномалії жіночої репродуктивної системи[11]
- Аномалії шийки матки:
  - Агенезія шийки матки
  - Подвоєння шийки матки
- Аномалії дівочої пліви:
  - Неперфорована дівоча пліва
  - Мікроперфорована дівоча пліва
  - Перегородчаста дівоча пліва
- Аномалії матки:
  - Подвійна матка
  - Однорога матка
  - Перегородчаста матка
- Аномалії піхви:
  - Поперечна перегородка піхви
  - Вертикальна перегородка піхви
  - Агенезія піхви
  - Синдром Майєра-Рокітанського-Кюстера-Хаузера
- Аномалії вульви:
  - Гіпоплазія статевих губ
  - Гіпертрофія статевих губ

#### Вроджені аномалії чоловічої репродуктивної системи[12]
- Крипторхізм
- Гіпоспадія
- Епіспадія

### Ендокринні розлади[13]
- Розлади, спричинені надлишком гормонів:
  - Синдром полікістозних яєчників (СПКЯ)
  - Пухлина гранульозних клітин
  - Лейдигома (пухлина клітин Лейдіга)
  - Тератома
- Розлади, спричинені дефіцитом гормонів:
  - Гіпогонадизм
  - Синдром Тернера
  - Синдром Клайнфельтера
- Розлади, спричинені гіперчутливістю до гормонів
  - Ідіопатичний гірсутизм
- Розлади, спричинені гормональною резистентністю:
  - Синдром нечутливості до андрогенів
  - Дефіцит 5-альфа-редуктази
- Нефункціонуючі ендокринні пухлини:
  - Кісти яєчників
  - Карцинома
  - Тератома
  - Семінома
- Вторинні ендокринні розлади (що походять з гіпофіза):
  - Гонадотропінома гіпофіза
  - Гіпопітуїтаризм
  - Синдром Каллмана

## Оцінка та лікування
Оцінка та лікування репродуктивних станів є ключовою сферою репродуктивної медицини.
Оцінка жіночого репродуктивного здоров'я починається з повного медичного анамнезу, який містить деталі загального стану здоров'я жінки, її статевої історії та відповідного сімейного анамнезу. Також здійснюється фізичний огляд для виявлення аномалій, зокрема гірсутизму, пухлин в черевній порожнині, інфекцій, кіст або фіброміом. Аналіз крові може надати лікарю інформацію про ендокринний статус пацієнтки. Визначаються рівні прогестерону для перевірки овуляції, також можуть визначатися рівні інших овуляторних гормонів. Методи візуалізації, такі як ультразвукове дослідження органів малого тазу, також можуть бути використані для оцінки внутрішньої анатомії.
Оцінка чоловічого репродуктивного здоров'я також починається з анамнезу та фізичного огляду для виявлення будь-яких видимих аномалій. Проводиться дослідження зразків сперми для оцінки об'єму, рухливості та кількості сперматозоїдів, а також для виявлення інфекцій.
Після обстежень розпочинається лікування виявлених захворювань. У випадках проблем із фертильністю це може включати допоміжні репродуктивні технології (ДРТ), зокрема екстракорпоральне запліднення (ЕКЗ) або медикаментозне лікування безпліддя. Існують хірургічні методи лікування, однак зараз їх застосовують рідше через зростаючий успіх менш інвазивних методик.
Лікування необхідне при інфекціях, що передаються статевим шляхом (ІПСШ). Це можуть бути антибіотики для лікування бактеріальних інфекцій, таких як хламідіоз, або препарати високоактивної антиретровірусної терапії (ВААРТ) для лікування ВІЛ-інфекції.

### Анамнез
Збір анамнезу (медичної історії) щодо питань, пов'язаних з репродуктивною або сексуальною медициною, може бути ускладнений небажанням людини розкривати інтимну або незручну інформацію. Навіть якщо така проблема турбує пацієнта, він часто не починає говорити про неї без ініціативи лікаря, який має порушити цю тему конкретним питанням про сексуальне або репродуктивне здоров'я. Певне знайомство з лікарем, як правило, полегшує пацієнту розмову про інтимні питання, зокрема сексуальні теми, але для деяких людей дуже високий ступінь знайомства може навпаки спричинити небажання розкривати такі інтимні деталі. Під час відвідування лікаря щодо сексуальних питань, присутність обох партнерів пари часто є необхідною і, як правило, позитивною річчю, але може також перешкоджати розкриттю певних тем, та, згідно з одним дослідженням, підвищує рівень стресу.

## Освіта та підготовка

### США
Перш ніж розпочати кар'єру в репродуктивній медицині, необхідно отримати ступінь бакалавра. Наступним кроком є медичний університет, де здобувається ступінь доктора медицини (MD) або доктора остеопатичної медицини (DO). Фахівці з репродуктивної медицини зазвичай проходять медичну резидентуру з акушерства та гінекології, після чого — медичну стипендію (англ. fellowship) з репродуктивної ендокринології та безпліддя. Альтернативний шлях до практики репродуктивної медицини після медичного університету включає медичну резидентуру з урології, а потім медичну стипендію з чоловічого безпліддя. Освіта та підготовка, необхідні для практики репродуктивної медицини, зазвичай тривають 15-16 років. Після завершення медичної стипендії лікарі можуть отримати сертифікацію та повинні підтримувати безперервну медичну освіту (БМО). БМО є необхідною в репродуктивній медицині, оскільки досягнення в технологіях та варіантах лікування вимагають постійного навчання та набуття нових навичок.
Для фахівців репродуктивної медицини, що спеціалізуються на контрацепції, можливі інші методи навчання. Фахівці, як правило, організовані у спеціалізовані організації, такі як Американське товариство репродуктивної медицини (ASRM) та Європейське товариство репродукції людини та ембріології (ESHRE).

## Етичні та медико-правові питання
Існує багато етичних та правових питань, що стосуються репродуктивної медицини. В різних державах регулювання залежить від багатьох чинників, зокрема рівня розвитку науки, етики, усталених правовідносин, загальної культури та релігії.

### Велика Британія
У Великій Британії Управління з питань запліднення та ембріології людини (HFEA) регулює багато аспектів репродуктивної медицини, включно з ЕКЗ, штучним заплідненням, зберіганням репродуктивних тканин та дослідженнями в цій галузі. HFEA було створено на підставі Закону про запліднення та ембріологію людини (1990). Цей закон був переглянутий, і у 2008 році через парламент пройшов Закон про запліднення та ембріологію людини як оновлення Акту 1990 року.
Щодо таких методів лікування, як ЕКЗ, багато країн мають суворі рекомендації. У Великій Британії направлення надаються лише жінкам до 40 років, які пройшли 12 циклів штучного запліднення або намагалися і не змогли завагітніти протягом 2 років. Хоча NICE рекомендує клінічним комісіям NHS (CCG) надавати 3 цикли ЕКЗ, що фінансуються Національною службою охорони здоров'я, багато з них пропонують лише 1 цикл, а деякі — лише у виняткових випадках за рахунок NHS. Якщо особа не відповідає критеріям або пройшла максимальну кількість циклів, що фінансуються NHS, їй доведеться оплачувати приватне лікування.
Багато репродуктивних технологій розглядаються як такі, що мають етичні проблеми, включно з ЕКЗ, мітохондріальною замісною терапією, модифікацією зародкової лінії, преімплантаційною генетичною діагностикою. У всьому світі існує багато громадських груп, які виступають проти допоміжних репродуктивних технологій, включаючи релігійні групи та пролайф-благодійні організації, такі як LIFE.